# Festival national letton des chants et de danses
Le festival national letton des chants et de danses (en letton : Vispārējie latviešu Dziesmu un Deju svētki) est un festival letton de chants et de danses qui se déroule tous les cinq ans depuis 1873. Le dernier festival s'est déroulé en 2018. Ces manifestations d'importance nationale durent plusieurs jours et rassemblent des ensembles musicaux, des chœurs et des groupes de danse amateurs pour une série de concerts et défilés transmis par la télévision lettonne.
En 2008, le Festival des Chants et Danses de Lettonie, est inscrit sur la liste représentative du patrimoine culturel immatériel de l’humanité. 

## Calendrier et dates
| Année | Nom | Dates                 |
| ----- | --- | --------------------- |
| 1873  | I Vispārīgie latviešu Dziedāšanas svētki | 26 juin-29 juin       |
| 1880  | II Vispārīgie latviešu Dziedāšanas svētki | 17 juin-20 juin       |
| 1888  | III Vispārīgie latviešu Dziedāšanas svētkit | 18 juin-21 juin       |
| 1895  | IV Vispārējie latviešu Dziesmu un Mūzikas svētki | 15 juin-18 juin       |
| 1910  | V Vispārējie latviešu Dziesmu svētki | 19 juin-21 juin       |
| 1926  | VI latvju vispārējie Dziesmu svētki | 18 juin-22 juin       |
| 1931  | VII latvju vispārējie Dziesmu svētki | 20 juin-22 juin       |
| 1933  | VIII vispārējie Dziesmu svētki | 17 juin-19 juin       |
| 1938  | IX latviešu Dziesmu svētki | 16 juin-19 juin       |
| 1940  | Latgales Dziesmu svētki Daugavpilī | 16 juin-17 juin       |
| 1948  | Latviešu Dziesmu svētku septiņdesmitgadei veltītie X Dziesmu svētki / Padomju Latvijas I Dziesmu svētki | 19 juillet-22 juillet |
| 1950  | XI Vispārējie latviešu Dziesmu svētki / Padomju Latvijas II Dziesmu svētki | 18 juillet-23 juillet |
| 1955  | XII Vispārējie latviešu Dziesmu svētki / Padomju Latvijas III Dziesmu svētki | 18 juillet-22 juillet |
| 1960  | XIII Vispārējie latviešu Dziesmu svētki / Padomju Latvijas IV Dziesmu svētki | 18 juillet-24 juillet |
| 1965  | XIV Vispārējie latviešu Dziesmu un Deju svētki / Padomju Latvijas 25. gadadienai veltītie Dziesmu svētki | 10 juillet-18 juillet |
| 1970  | XV Vispārējie latviešu Dziesmu un Deju svētki / V. I. Ļeņina simtgadei un republikas trīsdesmitgadei veltītie Padomju Latvijas Dziesmu un deju svētki                                                                           | 11 juillet-20 juillet |
| 1973  | XVI Vispārējie latviešu Dziesmu un Deju svētki / PSRS nodibināšanas 50. gadadienai un Dziesmu svētku Simtgadei veltītie Padomju Latvijas Dziesmu un Deju svētki                                                                 | 15 juillet-22 juillet |
| 1977  | XVII Vispārējie latviešu Dziesmu svētki / Lielās Oktobra sociālistiskās revolūcijas 60. gadadienai un Padomju Latvijas 37. gadskārtai veltītie Dziesmu svētki                                                                   | 17 juillet-24 juillet |
| 1980  | XVIII Vispārējie latviešu Dziesmu un Deju svētki / Padomju Latvijas Dziesmu un deju svētki, kas veltīti 40. gadadienai kopš padomju varas atjaunošanas Latvijā                                                                  | 3 juillet-5 juillet   |
| 1985  | XIX Vispārējie latviešu Dziesmu un Deju svētki / Padomju Latvijas Dziesmu un deju svētki, kas veltīti 40. gadadienai kopš padomju tautas uzvaras Lielajā Tēvijas karā un 45. gadskārtai kopš padomju varas atjaunošanas Latvijā | 15 juillet-21 juillet |
| 1990  | XX Vispārējie latviešu Dziesmu un X Deju svētki | 30 juin-8 juillet     |
| 1993  | XXI Vispārējie latviešu Dziesmu un XI Deju svētki | 27 juin-4 juillet     |
| 1998  | XXII Vispārējie latviešu Dziesmu un XII Deju svētki | 29 juin-5 juillet     |
| 2001  | Dziesmu un Deju svētki "Rīgai 800" | 27 juillet-29 juillet |
| 2003  | XXIII Vispārējie latviešu Dziesmu un XIII Deju svētki | 27 juin-6 juillet     |
| 2008  | XXIV Vispārējie latviešu Dziesmu un XIV Deju svētki | 5 juillet-12 juillet  |
| 2013  | XXV Vispārējie latviešu Dziesmu un XV Deju svētki | 30 juin-7 juillet     |
| 2018  | XXVI Vispārējie latviešu Dziesmu un XVI Deju svētki | 30 juin-8 juillet     |
| 2023  | XXVII Vispārējie latviešu Dziesmu un XVII Deju svētki | 30 juin-9 juillet     |